# 2614 Торренс
2614 Торренс (2614 Torrence) — астероїд головного поясу, відкритий 11 червня 1980 року.
Тіссеранів параметр щодо Юпітера — 3,537.